# Ferdinand von Arnim
Pour les articles homonymes, voir Famille Arnim et Arnim (homonymie).
Ferdinand von Arnim (né le 15 septembre 1814 à Treptow près de Berlin - mort le 23 mars 1866 à Berlin) est un architecte et un peintre d'aquarelles prussien. Il fut l'élève de Karl Friedrich Schinkel et de Ludwig Persius, et travailla principalement à Berlin et Potsdam.

## Biographie

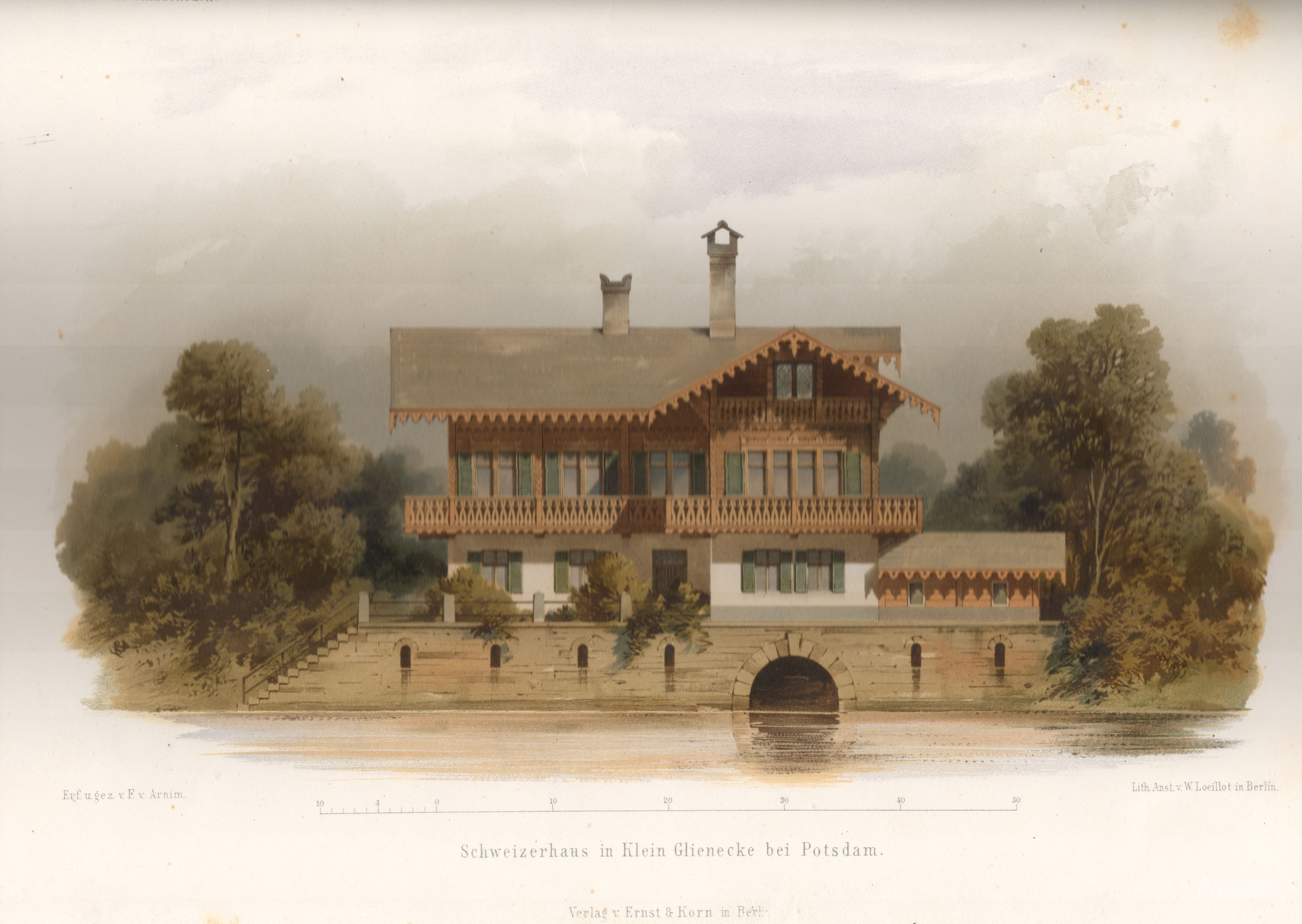
Maison suisse à, construite par von Arnim.

Ferdinand von Arnim appartient à une vieille famille de la noblesse du Brandebourg et de Prusse, les Arnim.
Ferdinand von Arnim étudie à l'école royale d'architecture de Berlin entre 1833 et 1838. Il devient membre de l'Association des architectes berlinois en 1839. À partir de 1840, il œuvre en tant que contremaître de chantier sous la supervision de Ludwig Persius. Puis, il ne lance sa propre affaire qu'en 1845, et s'adresse à une clientèle aristocratique.
Il est employé à partir de 1846 comme enseignant, puis en 1857 comme professeur à l'académie d'architecture de Berlin. Le prince Hermann von Pückler-Muskau eut recours à ses services à Branitz. Sous les ordres de Frédéric-Guillaume IV de Prusse, Arnim participa enfin à la rénovation et à l'extension du palais de Sans-Souci, aux côtés de Ludwig Persius, ainsi qu'à l'achèvement de la construction du château de Lindstedt et de la Friedenskirche de Potsdam. Il construisit le pavillon de chasse de Glienicke.
Ferdinand von Arnim trouve la mort en 1866. Il est inhumé au cimetière de Potsdam-Bornstedt.